# Poecilasthena anthodes
Poecilasthena anthodes là một loài bướm đêm thuộc họ Geometridae. Nó được tìm thấy ở Queensland, Victoria, Tây Úc và Tasmania.